# Aporum rosellum
Aporum rosellum é uma espécie de orquídea epífita de hábito pendente e flores pequenas, que habita Borneu, Malásia e Sumatra.